# 波列斯瓦夫五世

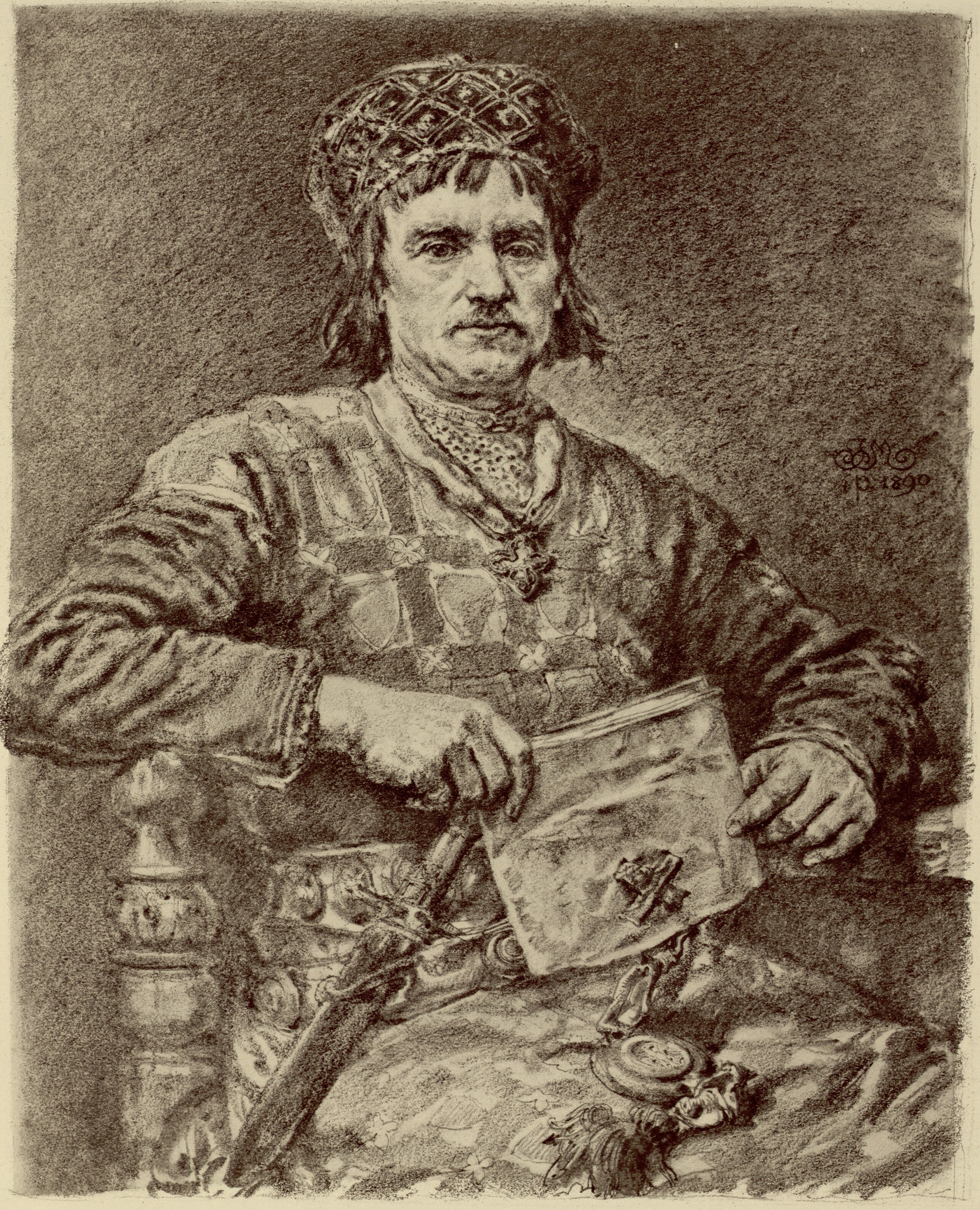
19世紀揚·馬泰伊科繪畫的波列斯瓦夫五世畫像

波列斯瓦夫五世（貞潔的）（波蘭語：Bolesław Wstydliwy，1226年6月21日—1279年12月7日），波蘭皮亞斯特王朝桑多梅日公爵（1232年－1279年）及波蘭最高的公爵克拉科夫大公（1243年－1279年）。

## 生平
波列斯瓦夫五世是萊謝克一世與妻子基輔大公因戈瓦爾·雅羅斯拉維奇的女兒古斯美斯拉華所生唯一兒子。

## 早年
1227年在甘薩瓦召開的王公大會時，於11月24日早晨，波美拉尼亞公爵斯威托佩克二世的人馬在瓦迪斯瓦夫·奧登尼茨的接應下，趁著這些王公入浴之際，對這些手無寸鐵的王公們發起襲擊，萊謝克一世雖然裸身逃走，但他是刺客們的目標，因此為刺客窮追不捨，終於被殺身亡。
1228年，根據1217年萊謝克一世與瓦迪斯瓦夫三世所簽訂的和議，瓦迪斯瓦夫三世成為克拉科夫大公，而波列斯瓦夫成為瓦迪斯瓦夫三世的養子。波列斯瓦夫的叔父康拉德一世對此協議並不同意，並開始與瓦迪斯瓦夫三世爭逐克拉科夫大公之位。其後三年間，瓦迪斯瓦夫三世與亨里克一世聯手對抗康拉德一世。康拉德一世曾經將亨里克一世及波列斯瓦夫五世兩母子俘虜。最終於1232年，亨里克一世奪得小波蘭。1233年，康拉德一世將波列斯瓦夫五世兩母子以強盜的形式俘虜並毒打。康拉德一世對波列斯瓦夫五世不斷凌辱，包括掌摑其母親古斯美斯拉華，幸好得到亨里克一世的幫助才能逃出，亨里克一世為他們的安全起見，將二人安置在斯卡瓦的堡壘中。1235年，在教宗額我略九世的批准下，波列斯瓦夫五世接收回桑多梅日公國，但是要將數個城市交給作為攝政的亨里克一世。而康拉德一世卻在和議訂立後出兵攻取拉多姆。1238年，攝政亨里克一世逝世，他的兒子亨里克二世成為攝政。1239年，13歲的波列斯瓦夫五世與15歲的匈牙利公主波蘭的金加（貝拉四世的女兒）在沃伊尼奇見面，其後更進行婚禮。同年7月9日，波列斯瓦夫五世與康拉德一世在普熱德布日會面，其後康拉德一世取消對桑多梅日公國的申索。

## 蒙古西征及列格尼卡戰役
在蒙古軍隊擊敗羅斯諸國之後，他們以匈牙利王國接納不服蒙古統治的庫曼人為由，繼續向西進軍。蒙古軍兵分三路，主軍由拔都、速不台統帥，直取匈牙利；左翼軍由合丹統率，取道外西凡尼亞，右翼軍由拜答兒統帥，取道波蘭，分由南北兩路策應主力部隊。1241年1月，蒙古軍攻取盧布林及扎維霍斯特。波列斯瓦夫五世與母親妻子出走投靠姐夫加利奇公爵科羅曼·烏戈爾斯基，其國土卻沒人把守。同年2月13日，蒙古軍征服桑多梅日公國被將其焚毀。3月11日，波列斯瓦夫五世拒絕參與赫梅爾尼克戰役，4月9日，亨里克二世在列格尼卡戰役中戰敗被殺。兩日後，在蒂薩河之戰中匈牙利軍隊被蒙古軍大敗，加利奇公爵科羅曼·烏戈爾斯基重傷及其後逝世。波列斯瓦夫五世只好出走摩拉維亞，其後回到波蘭。亨里克二世逝世後，其長子下西里西亞的波列斯瓦夫二世只能繼承他在西里西亞的領地，大波蘭的領地由大波蘭的普熱梅斯瓦夫一世取回，而克拉科夫由馬佐夫舍公爵康拉德一世侵佔，並一度成為波蘭最高的統治者克拉科夫大公，但是兩年後由被波列斯瓦夫五世取代。

## 克拉科夫大公

### 與庫亞維的戰爭
此後，康拉德一世不停挑戰波列斯瓦夫五世的克拉科夫大公地位直至他於1247年逝世。其後由他的兒子庫亞維的卡齊米日一世繼續戰鬥。1254年－1255年，波列斯瓦夫五世要求庫亞維的卡齊米日一世釋放其弟馬佐夫舍的謝莫維特一世，經過漫長的磋商，謝莫維特一世最終獲釋。1258年，虔誠的波列斯瓦夫對庫亞維的卡齊米日一世及其盟友波美拉尼亞公爵斯威托佩克二世發動漫長而又具破壞性的戰爭，波列斯瓦夫五世加入大波蘭聯盟對抗庫亞維的卡齊米日一世。在九、十月期間圍攻庫亞維並在同年11月雙方簽訂和議。1260年，波列斯瓦夫五世又為庫亞維公爵卡齊米日一世及馬佐夫舍公爵謝莫維特一世調解並促成雙方在普熱德布日訂立和議。

### 與匈牙利的同盟
波列斯瓦夫五世與大波蘭公爵虔誠的波列斯瓦夫都是匈牙利王國的盟友，因為兩人都是匈牙利國王貝拉四世的女婿。1245年，兩人皆支持匈牙利王國所推薦的羅斯季斯拉夫·米哈伊洛維奇（貝拉四世的另一位女婿）爭取加利奇王位，但是雅羅斯拉夫的戰役中，波蘭與匈牙利聯軍被打敗，只好在文奇察簽署和議。1253年6、7月時，波列斯瓦夫五世出兵摩拉維亞再一次支持匈牙利遠征奧地利，與波希米亞國王普熱米斯爾·奧托卡二世對抗。儘管波蘭與俄羅斯聯軍掠奪了幾個村莊，但戰爭並未帶來任何解決方案。衝突以條約結束;在這個時候，奧托卡二世（在克拉科夫主教的幫助下）試圖說服波列斯瓦夫五世加入他的隊伍。
1260年，當匈牙利王子伊什特萬組織一次對卡林西亞的掠奪遠征時，匈牙利和波希西米亞之間再次爆發另一場衝突。1260年6月至7月，波列斯瓦夫五世與萊謝克幫助匈牙利軍隊與波希米亞人作戰。同年7月12日發生了克雷森布倫戰役，匈牙利軍隊以失敗告終。
1262年1月29日，在伊萬諾維採會晤期間，波列斯瓦夫五世承諾為大波蘭公爵虔誠的波列斯瓦夫與波希米亞王國所支持的弗次瓦夫公爵亨里克三世的衝突中提供軍事支援。同年6月7日，舉行第二次會議，與亨里克三世進行了和平談判。在這個機會中，瓦迪斯瓦夫·奧波爾斯基嘗試與波希米亞國王波列斯瓦夫五世和虔誠的波列斯瓦夫建立三方聯盟，但是最終失敗。
貝拉四世與他的兒子伊什特萬發生衝突，後者在匈牙利引發內戰。1266年3月，波列斯瓦夫五世和他的妻子金加在布達安排了一次會面，伊什特萬致力與他的父親、奧托卡二世、波列斯瓦夫五世、萊謝克二世和虔誠的波列斯瓦夫保持和平關係。
1270年，新任匈牙利國王伊什特萬五世到訪克拉科夫與波列斯瓦夫五世會面，在那裡他們簽署一份永久的和議。同年，伊什特萬五世因為巴本堡繼承權重新對波希米亞發動戰爭，匈牙利最終被打敗。1271年，在留里克王子的幫助下，因為弗次瓦夫公爵亨里克三世是波希米亞的盟友，波列斯瓦夫五世組織了一次對弗次瓦夫公國的遠征。
國王伊什特萬五世於1272年8月6日去世，此後波列斯瓦夫五世與匈牙利的聯盟完全被打破。1277年，波列斯瓦夫五世最終在奧帕瓦與波希米亞簽訂和平條約。隨著新任匈牙利國王拉拉斯洛四世尚未成年，波列斯瓦夫五世成為波希米亞王國的盟友；然而，在奧托卡二世和哈布斯堡的德意志國國王魯道夫一世衝突期間，他仍然選擇支持匈牙利方面。1278年8月26日，波列斯瓦夫五世出現在杜恩克魯特決戰中，奧托卡二世在那裡被擊敗並被殺。

### 基督化約域治亞人
波列斯瓦夫五世外交政策的目標之一是將約域治亞人基督化。在1248年至1249年期間，他組織了一次由馬佐夫舍公爵謝莫維特一世支持的遠征。然而，遠征隊以失敗告終。
在1256年－1264年之間，約域治亞人入侵並掠奪小波蘭。在1264年的春天，波列斯瓦夫五世組織針對他們的報復性遠征，最終以克拉科夫-桑多梅日聯軍勝利和約域治亞王子Komata的死亡而告終。在小波蘭的東北邊界，波列斯瓦夫五世在武庫夫為這個部落的基督教化創建了一個主教區。在這種情況下，他將他的姊姊Salomea和教宗諾森四世的支持，諾森四世在1254年發布一份特別文件。最後任務失敗。

### 蒙古人入侵與加利奇的丹尼爾關係
在與波希米亞王國的衝突中，加利奇-沃里希連王公丹尼爾與波列斯瓦夫五世一同作為匈牙利的盟友。在波希米亞戰爭後的1253年，波列斯瓦夫五世與丹尼爾之間的關係很好。丹尼爾到訪克拉科夫，在那裡他遇到教宗使者想要為他加冕。加冕儀式終於在西布格河上的德羅希琴舉行。 波列斯瓦夫五世和他的姊姊Salomea支持這一事件，因為他們希望丹尼爾和他的公國獲得拉丁禮。然而，蒙古入侵打破了這些計劃。
1259年11月，蒙古人和魯塞尼亞人入侵並摧毀了桑多梅日、盧布林和克拉科夫; 波列斯瓦夫五世逃往匈牙利或由萊謝克二世統治的謝拉茲。1260年2月，蒙古人離開小波蘭，然後波列斯瓦夫五世回到他的國土上。此時他與加利奇的丹尼爾關係有所改善；1262年，他們在塔爾納瓦簽署了一項條約。
在丹尼爾於1265年去世後，一支立陶宛-俄羅斯聯軍入侵並蹂躪了小波蘭的斯卡雷謝夫，Tarczek和維希利察地區。 1265年－66年間，波列斯瓦夫五世與丹尼爾的兒子斯瓦爾恩和兄弟瓦西爾科羅曼諾維奇作戰，因為後者幫助立陶宛人入侵小波蘭。1266年6月19日，斯瓦爾恩被擊敗。雙方衝突於1266年結束，當時波列斯瓦夫五世放棄了對約域治亞人的遠征。
1273年7月立陶宛人入侵盧布林。為了報復，萊謝克二世於當年12月組織了一次對約域治亞人的遠征。1278年，立陶宛人再次入侵盧布林，他們在武庫夫戰役中與萊謝克二世的軍隊發生衝突。

### 領養萊謝克二世及與奧波萊及拉齊布日公爵的糾紛
因為波列斯瓦夫五世和他的妻子金加發誓要貞潔，他們的婚姻並沒有孩子。1265年，波列斯瓦夫五世收養庫亞維公爵卡齊米日一世的長子萊謝克作為他的繼承人。八年後，於1273年，奧波萊及拉齊布日公爵瓦迪斯瓦夫·奧波爾斯基因為拒絕接受這次收養，而組織了一次對克拉科夫的軍事遠征。 6月4日發生了雙方對戰，奧波萊及拉齊布日軍隊被擊敗。10月底，波列斯瓦夫五世對奧波萊及拉齊布日公國進行報復性的遠征；然而，這些力量僅限於破壞公國的某些特定區域而已。1274年，瓦迪斯瓦夫·奧波爾斯基與波列斯瓦夫五世決定和平地結束此戰爭，奧波萊及拉齊布日公爵放棄了對克拉科夫王位的要求。

### 內政

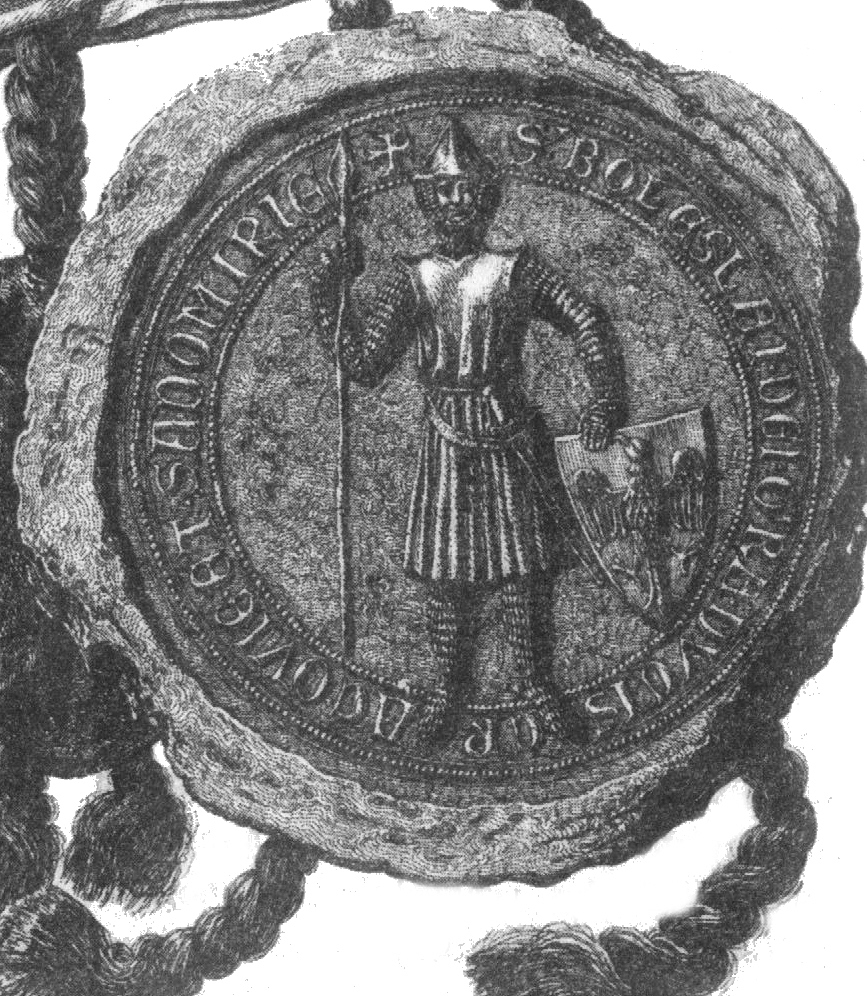
波列斯瓦夫五世的印章

波列斯瓦夫五世特別關注城市發展。1253年2月27日，他授予博赫尼亞市特權。1257年6月5日，在平丘夫附近的Kopernia會議期間，他將馬格德堡法律授予克拉科夫地區實施，一年後授予新科爾琴。1264年，斯卡雷謝夫也獲得此權利，並且在1271年在克拉科夫會議期間，延傑尤夫也獲得此權利。德意志法律的實施導致其公國經濟快速發展。
此外，博赫尼亞和維利奇卡的鹽礦管理改革亦值得注意。1251年，在博赫尼亞發現了石鹽礦床；以前，在那裡發現只有鹽水。 波列斯瓦夫五世將該地區發展鹽礦，成為固定收入來源。
在他的統治期間，波列斯瓦夫五世特別關注教會，尤其是克拉科夫主教區。1252年8月28日，在奧格萊多的一次會議上，公爵與他的母親古斯美斯拉華授予了主教的豁免權，這保證了當地神職人員在經濟和司法方面的自主權。
1253年9月17日，由於波列斯瓦夫五世和克拉科夫主教的共同努力，教宗諾森四世將聖斯坦尼斯勞斯封聖。1254年5月8日，在克拉科夫舉行慶祝活動，以紀念聖斯坦尼斯勞斯與皮亞斯特王族會面。 6月18日，另外一次會議在赫羅貝日舉行，波列斯瓦夫五世在奧格萊多確認了克拉科夫主教區的特權。
1257年，在文奇察舉行了一次宗教會議，在那裡確定任何將主教綁架的統治者將會被自動逐出教會，並將他的領土置於禁令之下。1258年6月11日至12日，在桑多梅日舉行了一次會議，在此期間，波列斯瓦夫五世批准小波蘭教會擁有進一步特權。
1245年，由於波列斯瓦夫五世的姊姊Salomea的努力，在扎維霍斯特成立貧窮修女會修道院。在波列斯瓦夫五世和他的妻子金加的邀請下，1258年左右，方濟各會來到了克拉科夫。

## 逝世

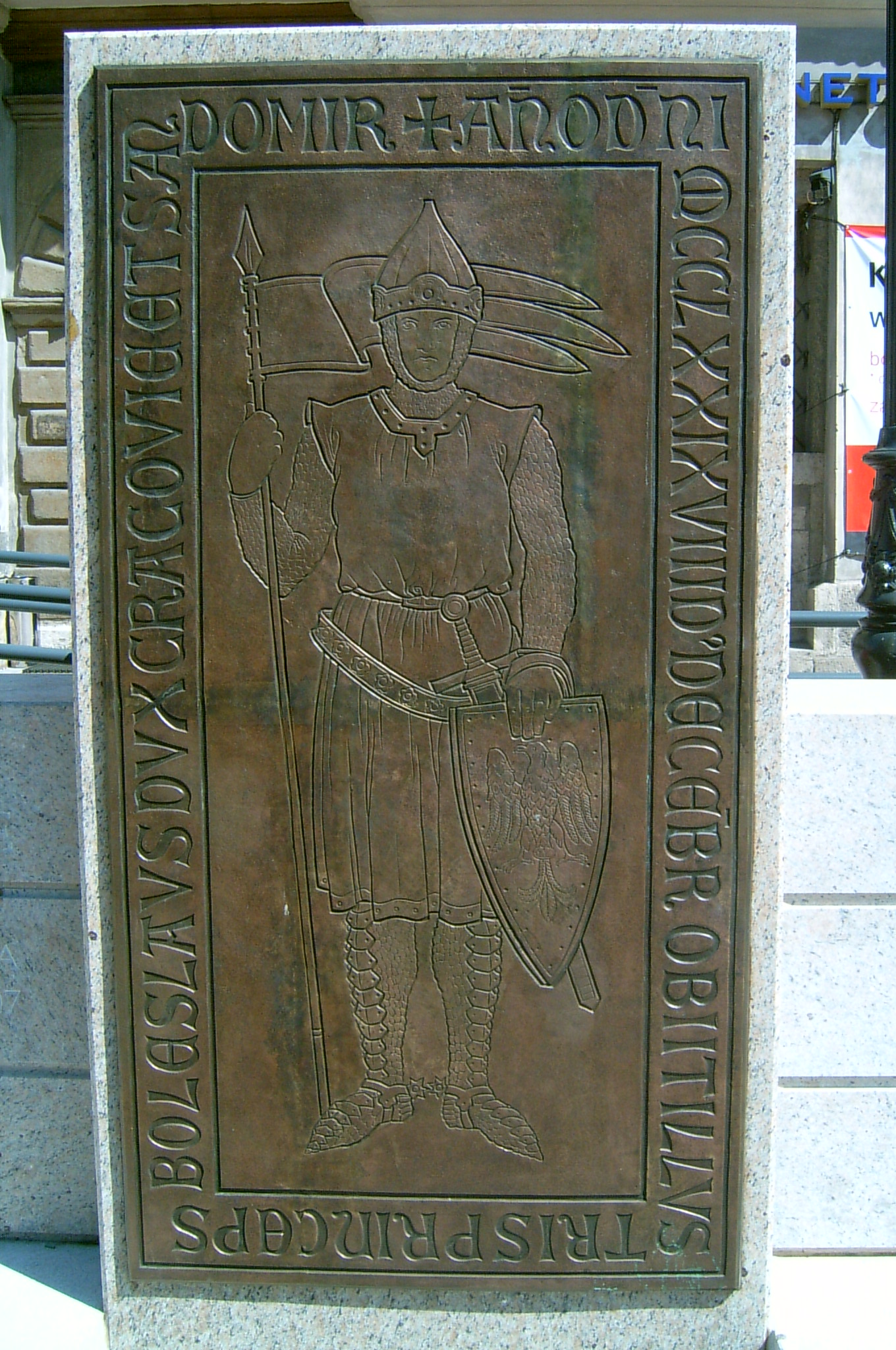
在克拉科夫市集擺賣的波列斯瓦夫五世的墓碑仿製本

波列斯瓦夫五世於1279年12月7日逝世，三天後舉行葬禮，遺體葬於克拉科夫的聖方濟各聖殿。根據當代的資料，波列斯瓦夫五世的遺體是無可置疑的葬在聖殿。
當丈夫逝世後，金加住進舊松奇的貧窮修女會修道院。根據前訂的協議，萊謝克二世繼承克拉科夫及桑多梅日公國。